# Обмен шприцев

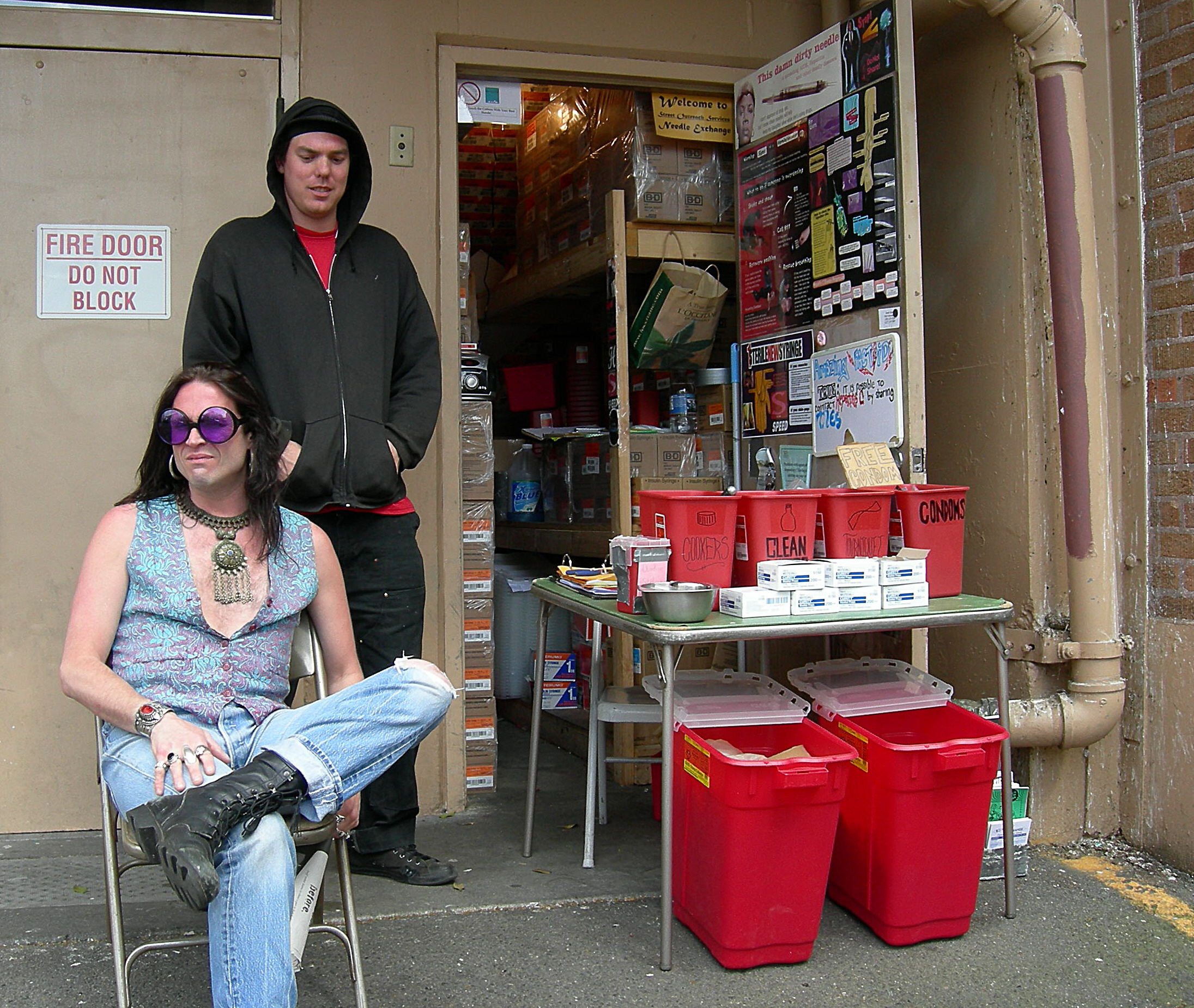
Пункт обмена шприцев в городе Сиэтл, штат Вашингтон

Обмен шприцев (называется также «обмен игл» от англ. needle exchange) — практика бесплатной раздачи новых шприцев (иногда — других средств, которые используют при введении наркотика) взамен использованных. Осуществляется в специально организованных пунктах, сопровождается предоставлением информации о сохранении здоровья, о том, где можно сдать анализ на ВИЧ и гепатиты, встречами групп взаимопомощи и другими мерами, призванными сохранить здоровье людей, принимающих наркотики, и замедлить распространение инфекций, передающихся через совместное использование игл.
Многие пункты настаивают именно на обмене использованных шприцев на новые, чтобы не увеличивать круг потребителей наркотиков.
По опыту США известно, что значительная часть случаев передачи ВИЧ, гепатитов B и C происходит при повторном использовании игл. Множество проведенных исследований подтверждают эффективность обмена шприцев в снижении этого количества.
Кроме снижения риска передачи, такие пункты обмена могут обучать посетителей основам нераспространяющего поведения, направлять для сдачи анализов в медицинские лаборатории и клиники для лечения от зависимости, собирать статистику о поведении и количестве наркозависимых.
Пункты обмена могут быть отдельными, встроенными в учреждение (аптеку, неправительственные организации по борьбе со СПИДом) или передвижными (внутри специально оборудованного автобуса). Кроме того, вместо собственно шприцев могут выдаваться средства для их дезинфекции.

## История возникновения

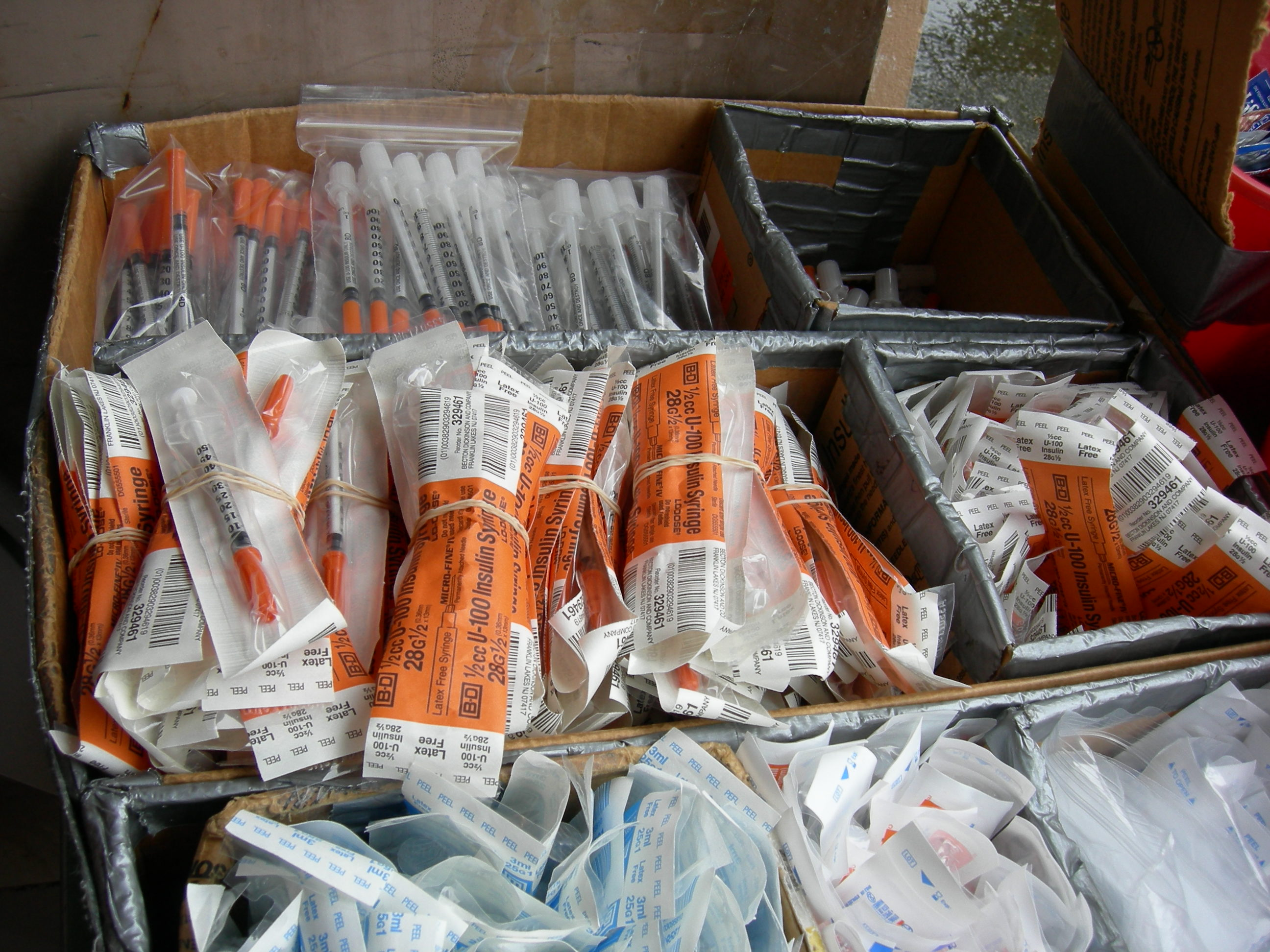
Чистые шприцы

Следы такой практики были замечены еще в 70-е годы XX века в неформальных сообществах крупных городов. Вероятно, с тех пор идея несколько раз была заново изобретена в разных точках планеты.
Первый официальный обмен был открыт частным аптекарем в Шотландии в 1982—1984 годах. Государственные программы появились примерно в первой половине-середине 80-х.
Голландская программа, например, была продиктована всплеском случаев заражения гепатитом B, но быстрое распространение ВИЧ подстегнуло их продолжение.
Исследование практики обмена шприцев в Австралии показало резкое снижение случаев передачи ВИЧ через иглы. В результате были расширены: географическое присутствие программы, часы работы и появились даже автоматы для обмена шприцев.

## Международный опыт
Всеобъемлющее исследование 2004 года, проведенное Всемирной организацией здравоохранения (ВОЗ), выявило «убедительный пример того, что программа обмена шприцев существенно и экономически эффективно сокращает распространение ВИЧ и делает это без доказательств усугубления употребления инъекционных наркотиков как на индивидуальном, так и на общественном уровне». Выводы ВОЗ также были поддержаны Американской медицинской ассоциацией (AMA), которая в 2000 году заняла позицию, решительно поддерживающую обмен в сочетании с консультированием по вопросам зависимости.

### Австралия
Мельбурн, Австралия, пригороды Ричмонда и Эбботсфорда — это места, в которых было сосредоточено употребление и торговля героином. Исследовательская организация Института Бернета завершила в 2013 году «Исследование воздействия инъекций на население Северного Ричмонда» в сотрудничестве с Форумом по наркотикам и здравоохранению Ярры и Общественным центром здравоохранения Северного Ричмонда и рекомендовала 24-часовой доступ к стерильному инъекционному оборудованию в связи с продолжающимся «широким, частым и весьма заметным» характером незаконного употребления наркотиков в районах. В период с 2010 по 2012 год в двух пригородах было зафиксировано четырёхкратное увеличение количества ненадлежащим образом выброшенного инъекционного оборудования. В окружающем городе Ярра в 2012 году в общественных местах для утилизации шприцев в среднем собиралось 1550 шприцев в месяц. Пол Дитце заявил: «Мы испробовали различные меры, и проблема сохраняется, поэтому пришло время изменить наш подход».
28 мая 2013 года Институт Бернета заявил, что он рекомендовал 24-часовой доступ к стерильному инъекционному оборудованию в пригороде Мельбурна Футскрей после того, как наркокультура в этом районе продолжала расти после более чем десяти лет интенсивных усилий правоохранительных органов. В ходе исследования Института был сделан вывод о том, что в этом районе часто встречается поведение, связанное с употреблением инъекционных наркотиков, и предметы, связанные с инъекциями, были обнаружены на автостоянках, в парках, на пешеходных дорожках и на дорогах. Кроме того, люди, употребляющие инъекционные наркотики, взломали контейнеры для утилизации шприцев, чтобы повторно использовать выброшенное оборудование.

### Великобритания
Британский государственный орган, Национальный институт передового опыта в области здравоохранения и здравоохранения (NICE), представил рекомендацию в апреле 2014 года в связи с увеличением числа молодых людей, которые вводят стероиды на британских биржах игл. NICE ранее опубликовала руководство по обмену игл в 2009 году, в котором не рекомендовались услуги по обмену игл и шприцев для лиц моложе 18 лет, но директор организации профессор Майк Келли объяснил, что на программах присутствовала «совершенно другая группа» людей. В обновлённом руководстве NICE рекомендовала предоставлять специализированные услуги для «быстро растущего числа потребителей стероидов», и чтобы иглы предоставлялись людям в возрасте до 18 лет — впервые для NICE — после сообщений о 15-летних инъекторах стероидов, стремящихся развить свои мышцы.

### США
Программы обмена игл поддерживаются Центром по контролю и профилактике заболеваний (CDC) и Национальным институтом здравоохранения (NIH). По оценкам NIH в 2002 году, в США от 15 до 20 % потребителей инъекционных наркотиков инфицированы ВИЧ и по меньшей мере 70 % страдают гепатитом С. CDC сообщает, что 1/5 всех новых случаев ВИЧ-инфекции и подавляющее большинство инфекций гепатита С являются результатом употребления инъекционных наркотиков. Министерство здравоохранения и социальных служб США сообщает, что 7 %, или 2400 случаев ВИЧ-инфекции в 2018 году, были среди потребителей наркотиков. В период с 1989 по 1992 год, три биржи в Нью-Йорке помечали шприцы, чтобы помочь в их отслеживании.
Портленд, штат Орегон, был первым городом в стране, который потратил государственные средства на программу обмена шприцев, который открылся в 1989 году. Это также одна из самых продолжительных программ в стране. Несмотря на слово «обмен» в названии программы, Портлендская биржа игл, управляемая округом Малтнома, раздает шприцы наркоманам, которые не представляют их для обмена. Программа обмена сообщает, что 70 % их пользователей являются временными жителями, которые испытывают «бездомность или нестабильное жилье». Сообщалось, что в течение 2015—2016 финансового года округ выдал 2 478 362 шприца и получил 2 394 460, нехватка 83 902 игл. В 2016 году сообщалось, что в программе обмена игл в Кливленде участвуют «в основном белые дети из пригородов в возрасте от 18 до 25 лет».

#### Сан-Франциско
С момента полного одобрения программ обмена шприцев тогдашним мэром Фрэнком Джорданом в 1993 году Департамент общественного здравоохранения Сан-Франциско отвечал за управление доступом к шприцам и предлагаемую утилизацию этих устройств в городе. Эта санкция, которая первоначально была введена в качестве чрезвычайного положения для борьбы с эпидемией ВИЧ, позволила SEPs предоставлять стерильные шприцы, возвращать использованные устройства и действовать в качестве службы медицинского просвещения для поддержки лиц, страдающих расстройствами, связанными с употреблением психоактивных веществ. С тех пор было подсчитано, что с 1 июля 2017 года по 31 декабря 2017 года только 1 672 000 из 3 030 000 распределенных игл (60 %) были возвращены в назначенные места. В апреле 2018 года исполняющий обязанности мэра Марк Фаррелл выделил 750 000 долларов на удаление брошенных игл, усеивающих улицы Сан-Франциско.

### Общие характеристики
По состоянию на 2011 год в США действовала по меньшей мере 221 программа. Большинство (91 %) были юридически уполномочены на осуществление; 38,2 % управлялись местными органами здравоохранения. Центр по контролю и профилактике заболеваний (CDC) сообщил в 1993 году, что наиболее значительными расходами для обмена являются расходы на персонал, которые, по его данным, составляют 66 % бюджета.
Ежегодно распределялось более 36 миллионов шприцев, в основном в рамках крупных городских программ, предусматривающих эксплуатацию стационарных объектов. Шприцы поставляются по всей стране по почте в США следующим дистрибутивом. В более общем плане, программы обмена в США распространяют шприцы различными способами, включая мобильные фургоны, службы доставки и маршруты для рюкзаков/пешеходов, которые включают вторичный (одноранговый) обмен.

### Финансирование
Использование федеральных средств для программ обмена игл было запрещено в 1988 году, но этот запрет был отменен в 2009 году. Использование федеральных средств для шприцев, игл и предметов, единственной целью которых является приготовление наркотиков для незаконных инъекций, запрещено. Использование средств допускается в некоторых ситуациях, за исключением этих запрещенных целей. За время до того, как в 2011 году был восстановлен запрет на федеральное финансирование, по крайней мере три программы смогли получить федеральные средства, и две трети сообщили, что планируют продолжить такое финансирование. В исследовании 1997 года было подсчитано, что, хотя запрет на финансирование действовал, он «мог привести к заражению ВИЧ среди тысяч людей, их сексуальных партнеров и их детей». Программа обмена шприцев в США по-прежнему финансируется за счет средств штатов и местных органов власти и дополняется частными пожертвованиями. Запрет на финансирование был фактически снят для всех аспектов бирж, за исключением самих игл в сводном законопроекте о расходах, принятом в декабре 2015 года и подписанном президентом Обамой. По словам их представителей, это изменение было впервые предложено республиканцами из Кентукки Хэлом Роджерсом и Митчем Макконнеллом.

### Правовые аспекты
Многие штаты криминализировали хранение игл без рецепта, арестовывая людей, когда они покидали частные пункты обмена игл. В юрисдикциях, где статус рецепта на шприц представлял собой юридический барьер, программы, основанные на рецепте врача, показали многообещающие результаты. Эпидемиологические исследования, демонстрирующие, что программы доступа к шприцам являются как эффективными, так и экономически эффективными, помогли изменить законы штата и местные законы об обмене шприцев, а также статус владения шприцами в более широком плане.
К 2012 году легальные программы обмена шприцев существовали по меньшей мере в 35 штатах. В некоторых случаях хранение и покупка шприцев декриминализированы, в то время как в других случаях авторизованные клиенты программы обмена освобождаются от некоторых законов о наркотической атрибутике. Однако, несмотря на правовые изменения, пробелы между формальным законодательством и окружающей средой означают, что многие программы по-прежнему сталкиваются с вмешательством правоохранительных органов, а скрытые программы продолжают существовать в США.
Колорадо позволяет осуществлять программы скрытого обмена шприцев. Действующие законы штата Колорадо оставляют место для толкования требования о рецепте на покупку шприцев. Основываясь на таких законах, большинство аптек не продают шприцы без рецепта, и полиция арестовывает людей, у которых есть шприцы без рецепта. Департамент здравоохранения округа Боулдер сообщает, что в период с января 2012 года по март 2012 года группа получила более 45 000 грязных игл и распространила около 45 200 стерильных шприцев.
По состоянию на 2017 год программы обмена шприцев являются незаконными в 15 штатах. Они также запрещены местными правилами в городах округа Ориндж, Калифорния, хотя это не запрещено законодательством штата Калифорния.